# Can't forget your love/PERFECT CRIME -Single Edit-
「Can't forget your love／PERFECT CRIME -Single Edit-」（キャント・フォーゲット・ユアー・ラブ／パーフェクト・クライム シングル・エディット）は、倉木麻衣の10作目のシングル。CDコードはGZCA-2011。

## 収録曲
1. Can't forget your love (5:29)
  - 作詞：倉木麻衣　作曲：大野愛果　編曲：Cybersound、徳永暁人
2. PERFECT CRIME -Single Edit- (5:44)
  - 作詞：倉木麻衣　作曲：徳永暁人　編曲：池田大介、徳永暁人

2ndアルバム『Perfect Crime』収録曲のシングルバージョン。
3. PERFECT CRIME ～DJ ME-YA URBAN BEAT BOX REMIX～ (5:16)
  - Remixed by DJ ME-YA
4. Can't forget your love（Instrumental）(5:30)
5. PERFECT CRIME -Single Edit-（Instrumental）(5:41)

## 参加ミュージシャン
- 倉木麻衣：Vocals & Background Vocals

Additional Musician
- マイケル・アフリック：Background Vocals (#1)
- ふるかわ♥魔法：Background Vocals (#1)
- 徳永暁人：Background Vocals (#2)
- mist a sista (Mika & Rika)：Background Vocals (#2)
- TAMA MUSIC：Strings (#1)

## タイアップ
- テレビ朝日系ドラマ『生きるための情熱としての殺人』挿入歌。（#1）
- テレビ朝日系ドラマ『生きるための情熱としての殺人』テーマソング。（#2）

## 収録アルバム
- Perfect Crime（#2、オリジナルバージョン）
- FAIRY TALE（#1）
- ALL MY BEST（両曲、#2はオリジナルバージョン）
- Mai Kuraki Single Collection 〜Chance for you〜（両曲、#2はシングルバージョン）